# لوكا بتشولي
لوكا بتشولي (بالإيطالية: Luca Pacioli) هو عالم رياضيات إيطالي، تنسب إلى أعماله أصول علم المحاسبة.
ولد في بورغو سان سيبولكو في تسكانيا نحو منتصف القرن الخامس عشر؛ مات في الغالب مباشرة بعد العام 1509. لا يعرف الكثير عن حياته. أصبح راهبا فرانسيسكانيا ونجح في أن يصبح بعدها أستاذ الرياضيات في بيروجا وروما ونابولي وبيزا وفينيسيا. وعاش في ميلانو مع ليوناردو دا فنشي في بلاط لودوفيكو سفورزا (الملقب بلويس المغربي أو الأسمر) حتى الغزو الفرنسي. قضى السنوات الأخيرة من حياته في فلورنسا وفينيسيا.
رغم أن كتاباته العلمية كانت فقيرة في مستواها، إلا أنها كانت القاعدة لأعمال علماء رياضيات القرن السادس عشر، بضمن ذلك كاردان وتارتاليا. عمله الأول كان «ملخص في الحساب والهندسة والنسبة والتناسب» (باللاتينية: Summa de Arithmetica, Geometria, Proportioni, et Proportionalita)، وكتبه في فينيسيا عام 1494، واقبس فيه الكثير عن كتابات ليوناردو دا بيزا (فيبوناتشي) على نظرية الأعداد، وبهذا فقد حفظ بعض الأجزاء من الأعمال المفقودة لفيبوناتشي. كما قام بتطبيق الجبر على الهندسة ونظرية الاحتمالات، ما جعل هذه الإطروحة مهمة في عصره. وهناك «النسب الإلهية» (باللاتينية: Divina Proportion) (فينيسيا، 1509)، وتعاون معه ليوناردو دا فنشي في بعض النواحي. وهو يهتم بصورة رئيسية ببعض النظريات على نقش الأشكال متعددة السطوح ولاستعمال الأحرف للإشارة إلى الكميات العددية. نشرت طبعته لكتاب إقليدس في عام 1509 في فينيسيا.
قدم بتشولي بشكل علمي ومتكامل نظام القيد المزدوج الذي يمثل العمود الفقري لأي نظام محاسبي في وقتنا الحاضر، كما يضمن هذا النظام إنتاج معلومات مالية بشكل كفء ودقيق على أسس رياضي.

## روابط خارجية
- لوكا بتشولي على موقع الموسوعة البريطانية (الإنجليزية)